# Италија на Европском првенству у атлетици у дворани 1976.
Италија је  учествовала  на 7. Европском првенству у дворани 1976. одржаном 22. и 23. фебруара [1975]. године у Атлетском делу олимпијске хале у Минхену (Западна Немачка).
На првенству у Минхену Италију је представљало четворо атлетичара (4 мушкарца и 0 жена) који се се такмичили у  четири дисциплине.
Са освојеном једном бронзаном медаљом Италија је у укупном пласману заузела 15. место од 15 земаља које су на овом првенству освајале медаље, односно 25 земаља учесница.
У табели успешности према броју и пласману такмичара који су учествовали у финалним такмичењима (првих 8 такмичара) Италија је имала три представника , Од 25 земаља учеснице њих 5 нису имале ниједног учесника у финалу: Аустрија,  Данска, Исланд, Лихтенштајн и Португалија.
| Плас. | Земља   | 1. место | 2. место | 3. место | 4. место | 5. место | 6. место | 7. место | 8. место | Бр. финал. - Бод. |
| ----- | ------- | -------- | -------- | -------- | -------- | -------- | -------- | -------- | -------- | ----------------- |
| 15.   | Италија | −        | −        | 1 − 6    | 1 − 5    | −        | 1 − 3    | −        | −        | 3 − 14            |

## Учесници
| Бр. | Дисциплина  | Мушкарци                      | Жене | Укупно |
| --- | ----------- | ----------------------------- | ---- | ------ |
| 1.  | 800 м       | Карло Грипо                   |      | 1      |
| 2.  | Скок мотком | Ренато Дионизи                |      | 1      |
| 5.  | Скок удаљ   | Роберто Вељија Алберто Алберо |      | 2      |
|     | Укупно (4)  | 4                             | 0    | 4      |

## Освајачи медаља
- Бронза

1.  Ренато Дионизи — скок мотком

## Резулзати

### Мушкарци
| Атлетичар      | Дисциплина  | Лични рекорд | Квалификације | Квалификације | Полуфинале | Полуфинале | Финале               | Финале     | Детаљи |
| Атлетичар      | Дисциплина  | Лични рекорд | Резултат      | Место         | Резултат   | Место      | Резултат             | Место      | Детаљи |
| -------------- | ----------- | ------------ | ------------- | ------------- | ---------- | ---------- | -------------------- | ---------- | ------ |
| Карло Грипо    | 800 м       |              | 1:51,7        | 4. у гр. 2    |            |            | Није се квалификовао | 8./16 (17) |        |
| Ренато Дионизи | скок мотком |              |               |               |            |            | 5,30                 | )          |        |
| Роберто Вељија | скок удаљ   |              |               |               |            |            | 7,71                 | 4. / 12    |        |
| Алберто Алберо | скок удаљ   |              | 7,60          | 6. / 12       |            |            |                      |            |        |

## Биланс медаља Италије после 7. Европског првенства у дворани 1970—1976.
|     | ЕП     |   |   |   |   | УП   |
| 1.  | 1970.  | 0 | 0 | 0 | 0 |      |
| 2.  | 1971.  | 0 | 0 | 2 | 2 | 12.  |
| 3.  | 1972.  | 0 | 0 | 0 | 0 | =17. |
| 4.  | 1973.  | 1 | 0 | 0 | 1 | 13.  |
| 5.  | 1974.  | 0 | 0 | 0 | 0 | 16.  |
| 6.  | 1975.  | 0 | 0 | 0 | 0 | 17.  |
| 7.  | 1976.  | 0 | 0 | 1 | 1 | 16.  |
| 1-7 | Укупно | 1 | 0 | 3 | 4 | 16   |
| --- | ------ | - | - | - | - | ---- |

|    | ЕП             |   |   |   |   |
| 1. | Ренато Дионизи | 1 | 0 | 1 | 2 |
| -- | -------------- | - | - | - | - |

## Италијански освајачи медаља после 7. Европског првенства 1970—1976.
|    | Атлетичар/ка   | м | ж | ЕП       | Дисциплина   |   |   |   |   |
| -- | -------------- | - | - | -------- | ------------ | - | - | - | - |
| 1. | Ђани дел Буоно | м |   | 1971.    | 1.500 м      |   |   |   |   |
| 2. | Серђо Лијани   | м |   | 1971.    | 60 м препоне |   |   |   | 2 |
| 3. | Ренато Дионизи | м |   | 1973.    | скок мотком  |   |   |   | 1 |
| 4. | Ренато Дионизи | м |   | 1976.    | скок мотком  |   |   |   | 1 |
|    | Укупно         | 4 | 0 | 1970—76. |              | 1 | 0 | 3 | 4 |